# Прича о кнезу Владимиру
Прича о кнезу Владимиру (рус. Сказание о князьях Владимирских) расправа је са почетка 16. вијека која истиче концпет Москве као Трећег Рима. Књига прати развој мушке линије московске владарске породице не само од Рјурика, него и од одређеног Пруса, коме је његов ујак, цар Октавијан Август, дао сјеверни дио свијета, који ће касније постати познат као „Прусија”.
Ови захтијеви за царско насљеђе су додатно подупрети причом о Мономахској капи, наводној царској круни коју је византијски цар Константин IX Мономах требало да представи свом унуку, Владимиру Мономаху, и која је кориштена током крунисања у Московској кнежевини.
„Прича о кнезу Владимиру” је приписана Дмитрију Герасимову или Пахомију Логофету, међу осталим ученим монасима. Сличне идеје је изразио кијевски митрополит Спиридон, у својој посланици око 1500. године.
Расправа је обезбједила идеолошку позадину за крусисање Ивана IV као првог руског цара и инспирисала је московској митрополита Атанасија за састављање чувене „Степенасте књиге”. Царево мјесто за молитву у Успењском сабору у Московском кремљу украшено је сетом рељефа који илуструју „Причу”.